# Jeannine Achon
 (novembre 2020).
Si vous disposez d'ouvrages ou d'articles de référence ou si vous connaissez des sites web de qualité traitant du thème abordé ici, merci de compléter l'article en donnant les références utiles à sa vérifiabilité et en les liant à la section « Notes et références ».
Jeannine Achón, est une artiste peintre cubano-française, née à la Havane en 1973. Elle vit actuellement à Aussillon, dans le Tarn.

## Biographie
Après une formation universitaire de design industriel à l’Instituto Superior de Diseño Industrial (ISDI) de Cuba (1996), elle se consacre assez rapidement à la peinture, et à l’illustration, à la fin des années 1990.
Elle réalise des illustrations scientifiques (« Mi Libro de Lagartijas » d’Alfonso Silva Lee, aux éditions Gente Nueva) , ainsi que les dessins de livres pour la  jeunesse, toujours chez le même éditeur.
Sa peinture, à la fin des années 1990 et au début des années 2000, est en large partie figurative, mais contient déjà certaines bases techniques de ses futures œuvres abstraites : des fonds constitués d’aplats comme base de ses travaux, l’utilisation de l’acrylique, sur papier ou sur toile, des approches plutôt très colorées. C’est le temps des ventes sur les marchés de la Habana Vieja ou du Vedado, où se retrouvent les touristes étrangers et beaucoup de jeunes artistes cubains.
Jeannine présente sa première exposition personnelle en 2005, sur l’île de la Jeunesse, dans le centre de l’Association Hermanos Saiz. Elle porte le titre de « La Puerta Perdida », du nom d’un des tableaux, et n’est composée que de peintures abstraites .Depuis lors, sauf exceptions (Commandes), Jeannine Achón ne produit que des œuvres abstraites, en acrylique sur toile, dans des formats  moyens (100 × 100 cm) à grands (140 × 140 cm). 
En 2008, elle présente une deuxième exposition personnelle d’une douzaine de tableaux dans le hall de l’hôtel Sevilla de la Habana Vieja, un des chefs-d’œuvre de l’architecture coloniale de Cuba. L’exposition reprend un des slogans des affiches officielles de l'époque : « No Mentir Jamas ». Pour la circonstance, les tableaux étaient accrochés via une installation aux huit colonnes du grand hall du Sevilla. Le curateur de l’exposition est Toni Piñera, critique et chroniqueur d’art cubain, longtemps directeur de la galerie d'art “La Acacia”. 
Deux ans plus tard, fin 2009, elle organise une exposition à l’Union Nationale des Écrivains et Artistes Cubains (UNEAC), intitulée “Las Intermitencias del Color”, titre inspiré du ballet de Roland Petit “Proust, ou les Intermittences du Cœur” d'après l'œuvre éponyme de Marcel Proust, avec quinze nouveaux tableaux de grand format. Toni Piñera en est à nouveau le curateur. Le jour du vernissage, le pianiste de jazz Harold Lopez Nussa, ami de la peintre, joue un des morceaux de son album “Sobre el Atelier”, composé en mémoire de son grand-père Leonel Lopez-Nussa, peintre, écrivain et critique d’art cubain.
Pendant la même période, de 2007 à 2009, Jeannine participe à des expositions collectives en Espagne (Université de Madrid) et à Cuba, en marge de la Biennale. 
À partir de 2010, Jeannine Achón quitte la Havane pour s’installer à Zagreb, en Croatie, jusqu’en 2015. Depuis lors, elle a vécu à Toulouse,puis Aussillon. 
Après deux ans de travail, elle produit une série d’une quinzaine de tableaux de grand format, regroupés dans une série dénommée « Ashé ». Voici ce qu’elle en dit :“The ashé is a deeply embedded concept in Cuban culture and spirituality ; it is the primordial breath, the vital energy, the world’s soul. It is a power made of pure energy. I tried to get a little bit closer to this symbolic world and share it through this series of abstract paintings named by some orishas, its deities.
When I paint, I try to open doors and paths to the imagination. I don’t see it as a mirror, but as a passage, toward the others and our interiority. / Jeannine Achon. April 2013. Zagreb'' ” 
En avril 2013, la première présentation est effectuée à Varaždin, ville historique du nord de la Croatie, éphémère capitale du pays en 1767, à la Galerijski Centar Varaždin, Ivan Mesek en est le commissaire. 
L’exposition est ensuite présentée à la Galerija matice hrvatske à Zagreb, avec le Pf. Vanja Babić comme commissaire, en mai 2013.
Stylistiquement, Jeannine Achón développe un monde pictural un peu parallèle à celui du peintre abstrait cubain Rigoberto Mena, avec qui elle a déjà réalisé une œuvre croisée.